# حي الشروفية
الشروفية حي يمتد عمر هذا الحي أكثر من 30 عاماً يقع في المبرز في المنطقة الشرقية في المملكة العربية السعودية.

## الموقع
يقع حي الشروفية في مدينة المبرز بمحافظة الأحساء جنوب شارع عمر بن الخطاب وشمال طريق مكة المكرمة، كما يقع حي الحزم في الناحية الجنوبية منه.

## المرافق
جامع الراشد، وجامع الصويغ، ومسجد أبوأيوب الأنصاري، ومسجد العبد القادر، ومركز صحي شمال المبرز، وجمعية زهرة لسرطان الثدي في الأحساء، وجامع الإمام الحسين عليه السلام، وهيئة الأمر بالمعروف والنهي عن المنكر.